# Manel Gharbi
Pour les articles homonymes, voir Gharbi.
Manel Gharbi, née en 1999 à Médenine, est une gymnaste rythmique tunisienne.

## Carrière
Aux championnats d'Afrique 2018, Manel Gharbi est médaillée de bronze par équipes.